# Pizza Inn

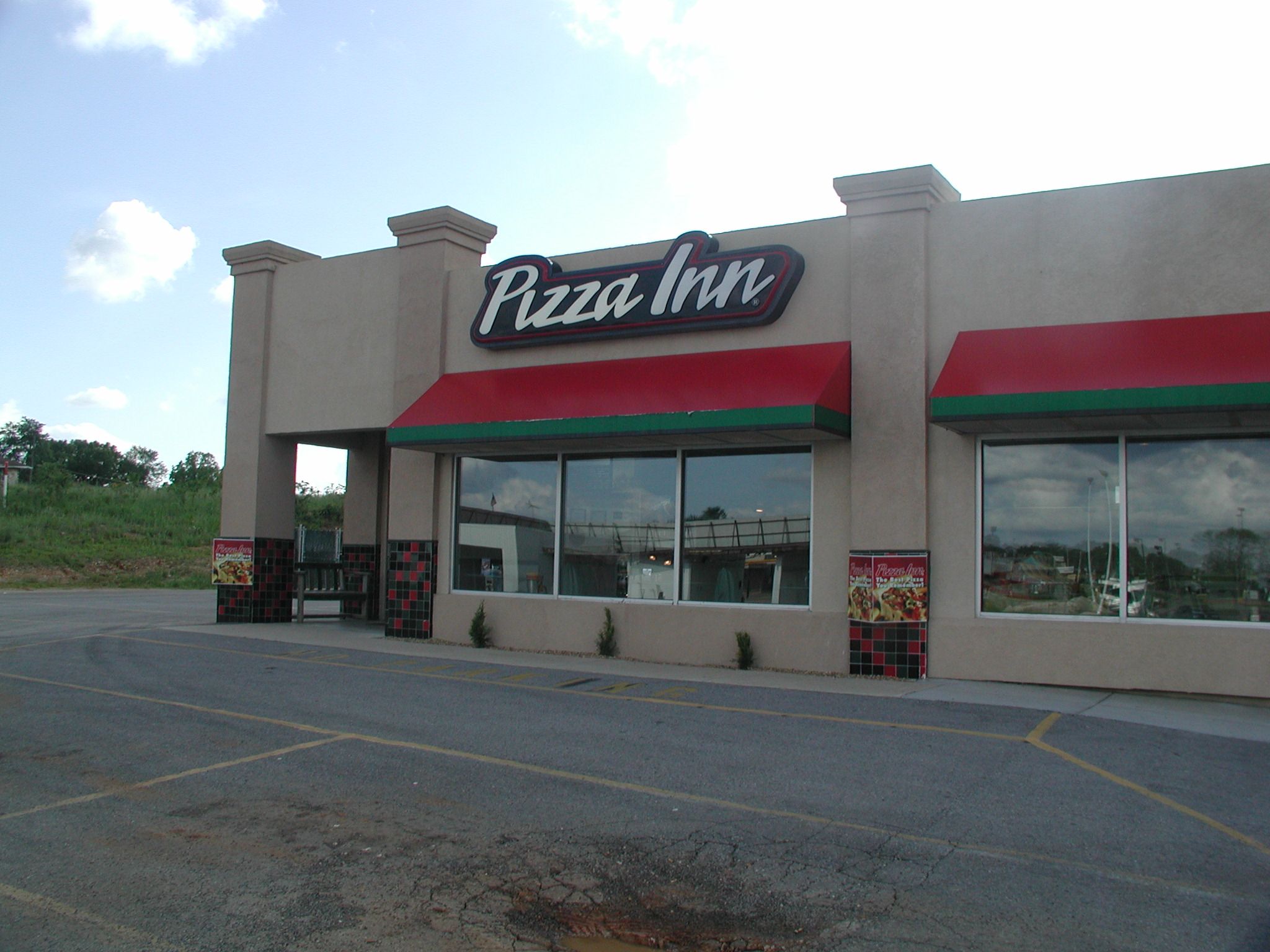
Một cửa hàng của Pizza Inn ở Poplar Bluff, Missouri

Pizza Inn (mã chứng khoán trên sàn NASDAQ là PZZI) là một chuỗi nhà hàng được nhượng quyền thương mại quốc tế trong lĩnh vực đồ ăn và thực phẩm. Chuỗi cửa hàng nay chuyên về món bánh pizza theo phong cách Mỹ. Công ty có trụ sở tại ngoại ô Dallas ở Colony, Texas. Năm 1958, cửa hàng Inn Pizza đầu tiên được khai trương tại Trường Đại học Southern Methodist ở Dallas. Vào ngày 03 tháng 6 năm 2011, Pizza Inn đã khai trương một nhà hàng mới ở Fort Worth, Texas, với khẩu hiệu "Bánh Pizza đã sẵn sàng chỉ trong 5 phút". 
Ngày nay, Pizza Inn điều hành đến 310 cửa hàng nhượng quyền và 5 cửa hàng thuộc sở hữu của công ty tại 12 quốc gia, với một số cửa hàng mới dự kiến sẽ mở trong những năm tiếp theo. Được bổ nhiệm vào năm 2007, Charles R. Morrison là Chủ tịch và Giám đốc điều hành hiện nay. Pizza Inn cũng rất phổ biến ở Trung Đông. Vào thời kỳ đỉnh cao, Pizza Inn có hơn 500 địa điểm ở 20 tiểu bang. Tính đến ngày 28 tháng 6 năm 2020, Pizza Inn có 252 cửa hàng tại Hoa Kỳ, chủ yếu nằm ở các thị trấn thuộc Miền Nam Hoa Kỳ và 38 cửa hàng trên toàn thế giới.